# Episodi di The Collector (prima stagione)
La prima stagione della serie televisiva The Collector, composta da 14 episodi, è stata trasmessa per la prima volta in Canada sul canale Citytv dal 2 giugno al 1º settembre 2004.

| n° | Titolo originale           | Titolo italiano    | Prima TV Canada   | Prima TV Italia |
| -- | -------------------------- | ------------------ | ----------------- | --------------- |
| 1  | The Rapper                 | Il rapper          | 2 giugno 2004     |                 |
| 2  | The Prosecutor             | Il procuratore     | 9 giugno 2004     |                 |
| 3  | The Supermodel             | La Top Model       | 16 giugno 2004    |                 |
| 4  | The Ice-skater             | La pattinatrice    | 23 giugno 2004    |                 |
| 5  | The Photographer           | Il fotografo       | 30 giugno 2004    |                 |
| 6  | The Actuary                | Lo statistico      | 7 luglio 2004     |                 |
| 7  | The Roboticist             | La scienziata      | 14 luglio 2004    |                 |
| 8  | The Medium                 | La medium          | 21 luglio 2004    |                 |
| 9  | The Old Man                | Il vecchio         | 28 luglio 2004    |                 |
| 10 | The Children's Book Writer | Il favolista       | 4 agosto 2004     |                 |
| 11 | The Yogi                   | Il maestro         | 11 agosto 2004    |                 |
| 12 | The Miniaturist            | Il miniaturista    | 18 agosto 2004    |                 |
| 13 | Another Collector          | Un'altra esattrice | 25 agosto 2004    |                 |
| 14 | 1348 AD                    | 1348 AD            | 1º settembre 2004 |                 |

## Il rapper
- Titolo originale: The Rapper
- Diretto da: Holly Dale
- Scritto da: Jon Cooksey e Ali Marie Matheson

### Trama
Pilot della serie in cui vengono introdotti i personaggi principali. Morgan deve prendere l'anima di un ricco e famoso rapper. Ma conosce Maya Kandisky, una sbandata tossicodipendente,  che lo aiuta in un momento critico, la donna inoltre ricorda a Morgan il suo perduto amore Katrina. Morgan decide di cambiare il suo ruolo di Collector e chiede al diavolo di poter usare le 48 ore che separano "il cliente" dall'inferno per cercare la salvezza della sua anima. Se ci riuscirà il diavolo rinuncerà al cliente. Il diavolo, che ama le scommesse, accetta. Nella ricerca della redenzione, il Rapper cerca di fare un gesto altruistico: dato che sta comunque per morire chiede a Morgan che la malattia di Maya (AIDS in fase terminale) passi a lui. Ma non è detto che basti a salvare la sua anima.

## Il procuratore
- Titolo originale: The Prosecutor
- Diretto da: George Mendeluk
- Scritto da: Jon Cooksey e Ali Marie Matheson

### Trama
L'avvocato d'accusa Carter non ha mai perso una causa in dieci anni. Anche nei casi più difficili, alla fine gli accusati sono stati condannati grazie a prove schiaccianti. La convinzione di essere nel giusto per aver mandato in galera delinquenti che altrimenti l'avrebbero fatta franca, crea non pochi problemi a Morgan. Ma le certezze dell'uomo iniziano a vacillare quando viene accusato di aver fabbricato le prove di molti processi, tra cui il suo primo processo per un omicidio in cui era coinvolta una bambina. Maya intanto, ora che è guarita dall'AIDS, sente di avere una seconda occasione nella vita.

## La Top Model
- Titolo originale: The Supermodel
- Diretto da: John Pozer
- Scritto da: Jon Cooksey e Ali Marie Matheson

### Trama
Nikki Shillenberg è una modella tra le più quotate e sta per partecipare ad uno special televisivo sulle migliori supermodelle del decennio. Ma stanno anche per scadere i dieci anni del patto che l'hanno resa tale. La donna, arrogante ed egoista, darà parecchio filo da torcere a Morgan, che si rivolge alla sorella di Nikki, una ragazza molto bella ma timida e solitaria.

## La pattinatrice
- Titolo originale: The Ice-skater
- Diretto da: Michael Robison
- Scritto da: Susin Nielsen

### Trama
Una sedicenne sta per partecipare alle olimpiadi invernali di pattinaggio sul ghiaccio, lei e il padre-allenatore hanno sempre vissuto per quell'obiettivo che era anche il sogno della madre della ragazza, ex pattinatrice morta quando lei era molto piccola. Inizialmente la ragazza non ricorda di aver stipulato un patto con il diavolo, ma crede che sia tutto frutto del duro lavoro e del talento ereditato dalla madre. Morgan l'aiuta a far chiarezza sul proprio passato e su quello della sua famiglia.

## Il fotografo
- Titolo originale: The Photographer
- Diretto da: Holly Dale
- Scritto da: Jeanne Heal

### Trama
Stuart Sanderson è un fotografo molto apprezzato del "Vancouver star", il giornale dove lavora Jeri, l'uomo si trova sempre sul posto giusto al momento giusto per scattare una foto perfetta da prima pagina. Morgan scopre che l'uomo è sinceramente pentito del patto ma non ha affatto voglia di vivere o di redimersi: aveva stipulato il patto perché le sue foto di cronaca scuotessero l'opinione pubblica, ma non è mai accaduto. Morgan scopre che l'uomo prima del patto era un ottimo e versatile fotografo, ma la morte della moglie durante una rapina lo ha distrutto. Inoltre parlando con le persone ritratte nelle sue foto, Stuart inizia a credere che incidenti e delitti siano stati creati apposta dal diavolo per colpa sua. Lui e Morgan dovranno indagare ancora per scoprire la verità.

## Lo statistico
- Titolo originale: The Actuary
- Diretto da: Holly Dale
- Scritto da: Frank Borg

### Trama
Un attuario deve le sue capacità e fortuna al patto stipulato con il diavolo, allo scadere dei dieci anni i suoi rapporti con una famiglia mafiosa locale lo mettono in serio pericolo. Morgan è in forte disaccordo con il cliente su quale sia la strada della redenzione, non fidandosi di indizi e segnali troppo evidenti che trovano sul loro cammino, ma sarà lui a dover imparare.

## La scienziata
- Titolo originale: The Roboticist
- Diretto da: Michael Robison
- Scritto da: Barbara Covington

### Trama
Alicia Keller è un ingegnere robotico che sta sviluppando da dieci anni una rete neurale innovativa da poter innestare su un automa, ed è sempre ad un passo dal completare la sua opera rivoluzionaria. La donna è schiva e solitaria e vive per il suo lavoro, nel suo passato un incidente di laboratorio in cui era rimasto gravemente ferito il suo collega e fidanzato.

## La medium
- Titolo originale: The Medium
- Diretto da: Holly Dale
- Scritto da: Jon Cooksey e Ali Marie Matheson

### Trama
Una donna che aveva perso il figlio di 5 anni chiese al diavolo di poter parlare con i defunti. La donna ha passato gli ultimi dieci anni ad aiutare famiglie afflitte e spesso anche la polizia, ma inspiegabilmente non è mai riuscita a parlare con il proprio figlio. Morgan crede di poter trovare una scappatoia al patto, convinto che il diavolo abbia ingannato la donna perché non si può veramente parlare con i defunti: lui ha consultato per secoli indovini e maghi ma nessuno è riuscito a contattare Katrina. Morgan rintraccia il marito della donna, e lei dovrà scegliere se riconciliarsi con l'uomo che ama ancora oppure lasciar trascorrere le ore e rivedere suo figlio nell'aldilà.

## Il vecchio
- Titolo originale: The Old Man
- Diretto da: Michael Robison
- Scritto da: Jon Cooksey e Ali Marie Matheson

### Trama
Otis è un ottantenne dall'aspetto giovanile dedito all'alcool, alle donne e al gioco. L'uomo ha anche scoperto di non poter morire, ed usa questa capacità a suo vantaggio per tirarsi fuori d'impiccio da situazioni sgradevoli, fingendo di morire. Era malato e dal patto ottenne dieci anni in più da vivere. L'uomo è propenso a cercare la redenzione ma non ha famiglia né amici e l'unica persona che ha danneggiato in quegli anni sembra essere sé stesso.

## Il favolista
- Titolo originale: The Children's Book Writer
- Diretto da: Brad Turner
- Scritto da: Jon Cooksey e Ali Marie Matheson

### Trama
Il tranquillo scrittore di libri per bambini Edwin non è proprio il tipico cliente con cui Morgan ha avuto a che fare. L'uomo inoltre era già famoso molto prima di stipulare il patto con il diavolo. Morgan è distratto da un individuo misterioso che perseguita lui e Maya. In questa puntata il diavolo ricorda duramente a Morgan che, nonostante sia il suo emissario, egli è solo una pedina nelle sue mani.

## Il maestro
- Titolo originale: The Yogi
- Diretto da: George Mendeluk
- Scritto da: Stacey Kaser

### Trama
Uno Yogi indiano che predica la pace e una serena visione dell'aldilà riesce a compiere diversi prodigi davanti ai suoi fedeli e sta per inaugurare il suo centro di preghiera. L'uomo e Morgan si scontrano subito su questioni teologiche e filosofiche e lo Yogi insinua anche molti dubbi sul ruolo del diavolo nella vita di Morgan. Stavolta non è il successo dell'uomo ad aver creato uno squilibrio, bensì l'impatto dei suoi insegnamenti sui fedeli. Lo Yogi aiuta però Maya a superare le sue paure.

## Il miniaturista
- Titolo originale: The Miniaturist
- Diretto da: George Mendeluk
- Scritto da: Jon Cooksey e Ali Marie Matheson

### Trama
Un uomo che per lavoro costruisce case per bambole e riproduzioni in scala di città e villaggi, in segreto "alleva" amorevolmente piccoli esseri umani che abitano le sue creazioni. La sua ultima opera è un villaggio medievale dove però i piccoli esseri iniziano a morire di peste. Morgan è sconvolto nel vedere il villaggio perché è il suo luogo di origine, perfetto in ogni dettaglio, compreso il monastero e la casa di Katrina.

## Un'altra esattrice
- Titolo originale: Another Collector
- Diretto da: Michael Robison
- Scritto da: Will Dixon

### Trama
Morgan si scontra con Sophie, una Collector giunta da Montreal per trovare il suo cliente, un guaritore filippino che si sposta spesso dato che opera in clandestinità. Morgan scommette con il diavolo che riuscirà a convincere la donna a fare quello che fa lui con i suoi clienti e il diavolo accetta. Morgan riesce a rendere l'uomo degno di redenzione ma il diavolo non ha mai promesso di dare alla donna anche le stesse condizioni dell'accordo tra lui e Morgan.

## 1348 AD
- Titolo originale: 1348 AD
- Diretto da: Larry Sugar
- Scritto da: Jon Cooksey e Ali Marie Matheson

### Trama
Tutta la puntata è un lungo flashback sulla vita di Morgan: i giorni al monastero, l'amore tra lui e Katrina, il patto (avvenuto venerdì 17 agosto 1348), i dieci anni vissuti con la donna amata e l'accordo con il diavolo che ha fatto di lui un collezionista di anime.